# Eubranchus eibesfeldti
Eubranchus eibesfeldti is een slakkensoort uit de familie van de Eubranchidae. De wetenschappelijke naam van de soort is voor het eerst geldig gepubliceerd in 2003 door Ortea, Caballer & Barcallado.